# Zheng (estat)
Zheng (鄭) va ser una ciutat estat de la dinastia Zhou, al centre de la Xina antiga, i que actualment és la província de Henan.
Zheng va ser fundat el 806 aC, quan el Rei Xuan de Zhou va nomenar Ji You, el seu germà, duc de Zheng. Ji You va establir el que seria l'últim bastió del Zhou occidental quan va passar de ser primer ministre a ser el Rei You de Zhou. Després, sentint que la dinastia Zhou occidental estava en declivi, va traslladar les seues propietats, els seus familiars i comerciants cap a l'est. Va ser assassinat durant una invasió bàrbara i, pòstumament, va ser conegut com a duc Huan de Zheng. Va ser succeït pel seu fill, el duc Wu.
El duc Wu de Zheng va ajudar a contenir la invasió del rei Ping de Zhou i a restablir el ducat de Zheng. Va annexionar els estats de Guo oriental i Kuai, i va fundar el que en l'actualitat és Xinzheng, a Henan.
L'estat de Zheng va ser un dels més forts al començament del Període de Primaveres i Tardors. Zheng va ser el primer estat de la dinastia Zhou en annexionar-se a un altre estat, Xi, en algun moment entre el 684 aC i el 680 aC. Durant el Període de Primaveres i Tardors, Zheng en va ser un dels estats més rics; depenia de la seua ubicació central per al comerç interestatal i posseïa el major nombre de comerciants de tots els estats. Zheng va utilitzar sovint la seua riquesa, mitjançant el suborn, per a eixir de situacions difícils. Zheng també va ser llar de diversos homes d'estat, dels quals Zi Chan és el més famós. En les etapes posteriors del període, Zheng no va tenir més espai per a expandir-se; a causa de la seua ubicació central, Zheng va ser envoltat per totes bandes per grans estats.
Durant les etapes posteriors del Període de Primaveres i Tardors, Zheng va canviar sovint les seues aliances diplomàtiques. Fou el centre de la controvèrsia diplomàtica entre Chu i Qi, i després entre Chu i Jin. Zheng es mantenia fort i va derrotar una aliança combinada de Jin, Song, Chen i Wei per ell mateix, el 607 aC.
Mitjançant l'estadista Zi Chan, Zheng va ser el primer estat a establir clarament un codi civil el 543 aC. Posteriorment, Zheng va declinar fins que va ser annexionat per l'estat de Han en 375 aC.